# Famille Orban de Xivry
Pour les articles homonymes, voir Orban et Xivry.
Cette page explique l’histoire ou répertorie les différents membres de la famille Orban de Xivry.
La famille Orban de Xivry est une famille de la noblesse belge anoblie le 6 novembre 1886.

## Personnalités
- Alfred Orban de Xivry, sénateur belge de 1898 à 1922 ;
- Edouard Orban de Xivry, sénateur belge de 1870 à 1884 ;
- Edmond Orban de Xivry, sénateur belge ;
- Édouard Orban de Xivry (1858-1901), gouverneur de la province de Luxembourg de 1891 à 1901 ;
- Étienne Orban de Xivry, sénateur belge ;
- Grégoire Orban de Xivry, sénateur belge ;
- Romain Orban de Xivry, joueur de rugby à XV du Kituro Schaerbeek et de l'équipe nationale belge.
- Eden Orban de Xivry, actrice, productrice de formats digitaux.